# Beatriz Barbuy

"Union astronomique internationale"

Beatriz Leonor Silveira Barbuy est une astrophysicienne brésilienne née en 1950 à São Paulo. Plus précisément, elle est professeure à l'Institut d'astronomie, de géophysique et de sciences atmosphériques (Instituto de Astronomia, Geofísica e Ciências Atmosféricas) (IAG) de l'Université de São Paulo,. Elle est vice-présidente de l'Union astronomique internationale de 2003 à 2009.
Elle est citée en 2009 par le magazine brésilien à grand tirage Época, comme l'une des 100 personnes les plus influentes au Brésil. En 2009, elle est l'une des cinq lauréates du Prix L'Oréal-Unesco pour les femmes et la science pour For her work on the evolution of the stars from the birth of the universe to the present time.